# كأس تونس 2006–07
كأس تونس لكرة القدم 2006-2007 هو الموسم رقم 50 منذ الاستقلال وال75 منذ إنشائه من كأس تونس لكرة القدم.

فاز بهذا الموسم الترجي الرياضي التونسي، وجاء ثانيا النادي الرياضي البنزرتي.

## روابط خارجية
- الموقع الرسمي للجامعة التونسية لكرة القدم.